# Petra Priemer

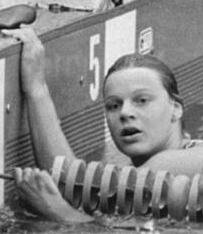
Petra Priemer bei der DDR-Meisterschaft 1977

Petra Priemer (* 6. Februar 1961 in Leipzig, nach Heirat Petra Brinkmann) ist eine ehemalige Schwimmsportlerin aus der DDR, die 1976 zwei olympische Silbermedaillen gewann.

## Biografie
Priemer wurde 1972 Siegerin bei der Spartakiade, konnte sich aber in den nächsten Jahren nicht für internationale Jugendmeisterschaften empfehlen. Die Schwimmerin von SC DHfK Leipzig belegte 1976 bei der DDR-Meisterschaft über 100 Meter Freistil den vierten Platz hinter Kornelia Ender, Claudia Hempel und Barbara Krause. Als Barbara Krause krankheitsbedingt ausfiel, konnte Priemer bei den Olympischen Spielen 1976 auch im Einzel starten. Völlig überraschend gewann sie die Silbermedaille hinter Kornelia Ender und vor der Niederländerin Enith Brigitha. Mit der 4-mal-100-Meter-Freistilstaffel in der Besetzung Ender, Priemer, Andrea Pollack und Hempel gewann sie hinter der US-Staffel ihre zweite Silbermedaille. Für diese Erfolge wurde sie mit dem Vaterländischen Verdienstorden in Bronze ausgezeichnet. Nach den Olympischen Spielen gewann Petra Priemer bei der Junioreneuropameisterschaft den Titel über 100 Meter Freistil.
Bei der DDR-Meisterschaft 1977 gewann Priemer wie im Vorjahr Silber auf der damals nichtolympischen 200-Meter-Lagenstrecke. Bei der Europameisterschaft belegte sie über 100 Meter den dritten Platz hinter Barbara Krause und Enith Brigitha. Die Freistilstaffel in der Besetzung Birgit Treiber, Birgit Wächtler, Petra Priemer und Barbara Krause gewann den Europameistertitel. Im Jahr darauf gewann sie bei den Schwimmweltmeisterschaften 1978 zusammen mit Heike Witt, Caren Metschuck und Barbara Krause die Silbermedaille hinter der US-Staffel.
Priemer studierte Germanistik und war später als Diplom-Bibliothekarin bei der Leipziger Stadt- und Bezirksbibliothek beschäftigt.

### Doping in der DDR
Im Zuge des DDR-Dopingprozesses und den damit im Zusammenhang stehenden Nachforschungen und Archivaufarbeitungen des staatlich verordneten Zwangsdoping im DDR-Leistungssport durch DDR-Mediziner und Sportfunktionäre lieferte der DDR-Mediziner und inoffizielle Mitarbeiter (IM) der Stasi Bernd Pansold umfassende Informationen über die Situation zu Zeiten der DDR. Er bestätigte, dass an Minderjährige Dopingpräparate verabreicht wurden. Petra Priemer wurde Testosteron gespritzt.